# Osnovna plača
Osnovna plača je odvisna od zahtevnosti dela in števila opravljenih delovnih ur. Zavzema največji delež v celotnih izplačilih in predstavlja najpomembnejši sestavni del sistema plač. 
Osnovno plačo določa Zakon o delovnih razmerjih (Uradni list RS. 42/2002) in je opredeljena v pogodbi o zaposlitvi. Osnovna plača zaposlenega ne more biti nižja od izhodiščne plače oziroma od najnižje osnovne plače ustreznega tarifnega razreda, ustrezne kolektivne pogodbe.